# Дестре, Жюль
Жюль Дестре (фр. Jules Destrée; 21 августа 1863, Эно, Валлония — 3 января 1936, Брюссель) — бельгийский писатель
, эссеист, искусствовед, литературный критик, политический и государственный деятель. Член Королевской академии французского языка и литературы Бельгии.

## Биография
Окончил Брюссельский университет.
В начале 1890-х гг. во время работы адвокатом в Шарлеруа примкнул к социалистическому движению, вступив в Бельгийскую рабочую партию.
С 1894 года постоянно избирался депутатом парламента. В годы Первой мировой войны, спасаясь от немецкой оккупации, отправился в изгнание во Францию, стоял на социал-шовинистических позициях, по заказу бельгийского правительства активно вёл антигерманскую военную пропаганду в Великобритании, Италии и России, где был посланником с октября 1917 по февраль 1918 года. Октябрьскую социалистическую революцию в России встретил враждебно. Также отправился на дипломатическую миссию в Китай.
В декабре 1919 ‒ ноябре 1920 года занимал пост министра по вопросам науки и культуры Бельгии, основал фонд (Fonds des mieux doués) для образования детей из бедных семей и Академию французского языка и литературы в Бельгии.
В 1920-х гг. неоднократно представлял Бельгию в различных комиссиях Лиги Наций по вопросам культуры, включая Комитет по интеллектуальному сотрудничеству (1922—1932), где возглавлял Международный офис музеев.
С товарищем-социалистом Камилем Гюисмансом в 1929 году подписал «Компромисс бельгийцев» (Compromis des Belges), принимавший культурную автономию Валлонии и Фландрии.
Автор романов «Люди чёрной страны» (1907), «Хлеб наш насущный» (1919). «Поднятый кулак» (1939), сборников эссе «Обыденная тайна. Размышления и воспоминания» (1927), ряда книг по искусству.

## Примечания

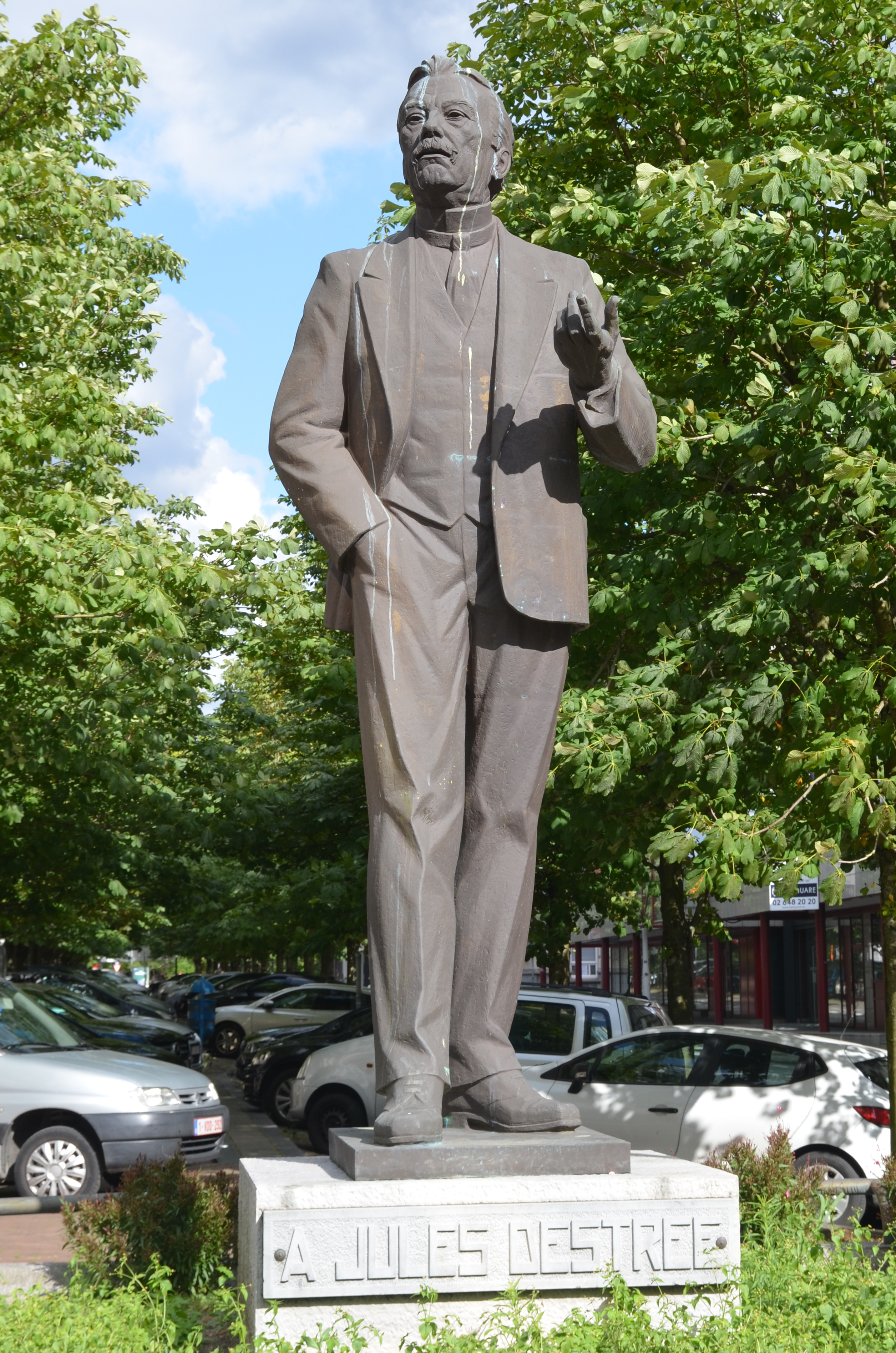
Памятник Дестре в Шарлеруа